# Screen Actors Guild Award for Outstanding Performance by a Female Actor in a Miniseries or Television Movie
Screen Actors Guild Award for Outstanding Performance by a Female Actor in a Miniseries or Television Movie er en award, som uddeles af Screen Actors Guild for at ære den flotteste skuespiller-præsentation, som bedste kvindelige skuespiller i en mini-serie eller TV-film.

## Vindere og nominerede

### 1990'erne
1994: Joanne Woodward, Breathing Lessons 
- Diane Keaton, Amelia Earhart: The Final Flight
- Cicely Tyson, Oldest Living Confederate Widow Tells All
- Katharine Hepburn, One Christmas
- Sissy Spacek, A Place for Annie

1995: Alfre Woodard, The Piano Lesson 
- Sally Field, A Woman of Independent Means
- Sela Ward, Almost Golden: The Jessica Savitch Story
- Anjelica Huston, Buffalo Girls
- Glenn Close, Serving in Silence: The Margarethe Cammermeyer Story

1996: Kathy Bates, The Late Shift 
- Jena Malone, Bastard Out of Carolina
- Anne Bancroft, Homecoming
- Cicely Tyson, The Road to Galveston
- Stockard Channing, A Unexpected Family

1997: Alfre Woodard, Miss Evers' Boys 
- Mare Winningham, George Wallace
- Glenn Close, In the Gloaming
- Sigourney Weaver, Snow White: A Tale of Terror
- Faye Dunaway, The Twilight of the Golds

1998: Angelina Jolie, Gia 
- Olympia Dukakis, More Tales of the City
- Mary Steenburgen, About Sarah
- Stockard Channing, The Baby Dance
- Ann-Margret, Life of the Party: The Pamela Harriman Story

1999: Halle Berry, Introducing Dorothy Dandridge 
- Kathy Bates, Annie
- Judy Davis, A Cooler Climate
- Sally Field, A Cooler Climate
- Helen Mirren, The Passion of Ayn Rand

### 2000'erne
2000: Vanessa Redgrave, If These Walls Could Talk 2 
- Sally Field, David Copperfield
- Elizabeth Franz, Death of a Salesman
- Judi Dench, The Last of the Blonde Bombshells
- Stockard Channing, The Truth About Jane

2001: Judy Davis, Life with Judy Garland: Me and My Shadows 
- Sissy Spacek, Midwives
- Anjelica Huston, The Mists of Avalon
- Angela Bassett, Ruby's Bucket of Blood
- Emma Thompson, Wit

2002: Stockard Channing, The Matthew Shepard Story 
- Helen Mirren, Door to Door
- Vanessa Redgrave, The Gathering Storm
- Uma Thurman, Hysterical Blindness
- Kathy Bates, My Sister's Keeper

2003: Meryl Streep, Angels in America 
- Mary-Louise Parker, Angels in America
- Emma Thompson, Angels in America
- Anne Bancroft, The Roman Spring of Mrs. Stone
- Helen Mirren, The Roman Spring of Mrs. Stone

2004: Glenn Close, The Lion in Winter 
- Patricia Heaton, The Goodbye Girl
- Hilary Swank, Iron Jawed Angels
- Charlize Theron, The Life and Death of Peter Sellers
- Keke Palmer, The Wool Cap

2005: S. Epatha Merkerson, Lackawanna Blues 
- Tonantzin Carmelo, Into the West
- Joanne Woodward, Empire Falls
- Robin Wright Penn, Empire Falls
- Cynthia Nixon, Warm Springs

2006: Helen Mirren, Elizabeth I 
- Annette Bening, Mrs Harris
- Shirley Jones, Hidden Places
- Cloris Leachman, Mrs Harris
- Greta Scacchi, Broken Trail

2007: Queen Latifah, Life Support 
- Ellen Burstyn – Mitch Albom's For One More Day
- Debra Messing – The Starter Wife
- Anna Paquin – Bury My Heart at Wounded Knee
- Vanessa Redgrave – The Fever
- Gena Rowlands – What If God Were the Sun?

2008: Laura Linney – John Adams 
- Laura Dern – Recount
- Shirley Maclaine – Coco Chanel
- Phylicia Rashād – A Raisin in the Sun
- Susan Sarandon – Bernard and Doris

2009 – Drew Barrymore – Grey Gardens
- Joan Allen – Georgia 'Keeffe
- Ruby Dee – America
- Jessica Lange – Grey Gardens
- Sigourney Weaver – Prayers for Bobby

### 2010'erne
2010 – Claire Danes – Temple Grandin som Temple Grandin
- Catherine O'Hara – Temple Grandin som Tante Ann
- Julia Ormond – Temple Grandin som Eustacia Grandin
- Winona Ryder – When Love Is Not Enough: The Lois Wilson Story som Lois Wilson
- Susan Sarandon – You Don't Know Jack som Janet Good

2011 – Kate Winslet – Mildred Pierce som Mildred Pierce
- Diane Lane – Cinema Verite som Pat Loud
- Maggie Smith – Downton Abbey som Violet, Dowager Countess of Grantham
- Emily Watson – Appropriate Adult som Janet Leach
- Betty White – Hallmark Hall of Fame: The Lost Valentine som Caroline Thomas